# 강성호 (역사가)
강성호(姜聲湖, 1959년 6월 30일~)는 대한민국의 역사학자이다.

## 학력
고려대학교 사학과에서 학부 및 대학원 과정을 마치고 1993년 박사학위를 받았다. 이후 1997년-1998년에 독일 자유 베를린 대학교에서 포스트 닥터 과정을 밟았다.

## 경력
1998년에 국립순천대학교 사학과 교수로 부임하였다. 1997년-1998년에 독일 자유베를린대학교에서 방문학자로, 2006년-2007년에 미국 캘리포니아 대학교 버클리(UC Berkeley)에서 방문학자(Visiting Scholar)로 연구하였다. 순천대학교 지리산권문화연구원장 및 인문한국사업단장, 인문학술원장및 대학중점연구소장, 박물관장과 한국대학박물관협회 이사, 그리고 대학원장으로 근무하였다. 한국서양사학회 편집위원장 및 회장, 한국독일사학회 편집위원장 및 회장, 호남사학회 이사장, 한국연구재단  학술지발전위원회 위원장, 전국대학중점연구소협의회 회장, 한국인문사회연구소협의회 회장, 국무총리산하 경제인문사회연구회 인문정책위원 등으로 활동하였다.

## 학문 활동
유럽의 역사이론과 사회사상사를 연구하고 있다. 관련 연구성과로 <<마르크스의 역사적 유물론과 역사발전론>>(참한, 1994), <<1980년대 이후 한국의 맑스주의 연구>>(과학과 사상, 1995)(공저), <<포스트 모더니즘과 역사학>>(푸른역사, 2002)(공저), <<마르크스주의 역사학의 새로운 시작을 위하여>>(책세상, 2003), <<21세기 역사학 길잡이>>(경인문화사, 2008)(공저), <<맑스주의와 정치>>(문화과학사, 2009)(공저), <<중유럽문제와 민족문제-오스트리아 헝가리 제국을 중심으로>>(동북아역사재단, 2009)(공저), <<역사가들: E. H. 카아에서 하워드 진까지>>(역사비평사, 2010)(공저), <<역사주의: 역사와 철학의 대화>>(경인문화사, 2014)(공저), <<역사용어사전>>(서울대학교 출판문화원, 2015)(공저) 등이 있다.
유럽의 역사관련 주요 저서들을 국내에 번역 소개하였다. 번역한 책으로 아그네스 헬러의 <<역사의 이론 >>(문예, 1988), 이사야 벌린의 <<비코와 헤르더 >>(민음사, 1997)(이종흡, 강성호 공역), 요한 고트프리트 헤르더의 <<인류의 역사철학에 대한 이념>>(책세상, 20002), 에릭 홉스봄의 <<역사론 >>(민음사, 2002) 등을 들 수 있다.
유럽중심주의 세계사 재해석과 세계사에 대한 비교연구를 진행하고 있다. 관련 연구성과로 <<근대 세계체제론의 역사적 이해>>(까치, 1996)(공저), <<서양문명과 인종주의>>(지식산업사, 2002)(공저), <<유럽중심주의 세계사를 넘어 세계사들로>>(푸른역사, 2009)(공저), <<역사가들>>(역사비평사, 2010)(공저), <<발전의 지정학과 궤적: 한국, 일본, 타이완, 독일, 푸에르토리코>>(캘리포니아 대학교 버클리 동아시아연구소, 2010)(공저), <<탈 서구중심주의는 가능한가: 서구중심주의에 대한 우리학문의 이론적 대응>>(아카넷, 2016)(공저) 등이 있다.
지역사 및 한국근현대사에 대한 연구도 같이 하고 있다. 관련 연구성과로  << 지리산과 이상향 >>(선인, 2015)(공저),  <<지리산과 저항운동>>(선인, 2015)(공저), << 전남동부 기독교선교와  한국사회 >>( 선인, 2019)(공저), <<제도와 문화현상>>(선인, 2020)(공저), <<전남동부지역 기독교 기관과 지역사회>>(선인, 2021)(공저), <<전남동부지역 기독교인물과 선교활동>>(선인, 2021)(공저) 등이 있다.